# Miðflokkurin
Miðflokkurin (MF) ist eine christdemokratisch-wertkonservative Partei auf den Färöern. Miðflokkurin bedeutet Partei der Mitte oder Zentrumspartei.
Auf den Stimmzetteln trägt sie die Listenbezeichnung H.

## Geschichte
Die MF wurde am 30. Mai 1992 gegründet. Als Vorgängerin kann die Kristiligi Fólkaflokkurin - Føroya Framburðs- og Fiskivinnuflokkur (Christliche Volkspartei) gelten, die von 1958 bis 1998 zu Wahlen antrat.
Die MF war 2008 an der Regierung Eidesgaard II beteiligt und stellt seit 14. November 2011 den Gesundheitsminister im Kabinett Johannesen II.

## Programm
Anliegen und Ziele der MF werden in einem 16-Punkte-Programm zusammengefasst:
1. Die christliche Lebensauffassung soll die Gesellschaft prägen
2. Schutz des menschlichen Lebens von der Empfängnis bis zu einem natürlichen Tod
3. Schutz von Ehe und Familie
4. Kranken, Alten und Behinderten ein sicheres und gutes Leben ermöglichen
5. Einschränkung des Alkohol- und Drogenmissbrauchs
6. Vielfältige Arbeits- und Ausbildungsangebote für die junge Generation
7. Bürgernahe Politik
8. Vernünftige Verwendung der Steuergelder
9. Arbeit für alle
10. Arbeit muss sich lohnen
11. Nutzung des gottgegebenen Fischreichtums der Färöer als Volkseigentum aller Färinger
12. Bessere Arbeitsbedingungen für alle Berufstätigen
13. Stärkung der Landwirtschaft
14. Etablierung von Schulen in freier Trägerschaft
15. Effektiver Umweltschutz und größeres Gewicht auf präventiven Maßnahmen
16. Ablehnung einer Mitgliedschaft in der EU, intensivierte Zusammenarbeit mit Nicht-EU-Mitgliedern (Norwegen, Island, Grönland)

Das eigentliche Parteiprogramm führt zur internationalen Zusammenarbeit weiter aus (Auswahl):
- Die Zusammenarbeit mit der EU soll auf punktuellen Handels- und Fischereiabkommen beruhen.
- Handelsabkommen sollen auch mit anderen Staaten geschlossen werden.
- Die Zusammenarbeit im europäischen Nordwesten ist auszubauen, ebenso die Zusammenarbeit im Nordischen Rat.
- Förderung des internationalen Austausches von „Know-How“
- Ausbau der Entwicklungszusammenarbeit als Gebot christlicher Nächstenliebe
- Unterstützung Israels im Kampf für Sicherheit und Frieden

Ab 2005 hat die rechtliche Gleichstellung von Homosexuellen auf den Färöern die Gesellschaft polarisiert. Die MF wandte sich gegen eine Berücksichtigung von Schwulen und Lesben im färöischen Antidiskriminierungsgesetz, das nach heftigen Debatten 2006 mit knapper Mehrheit im Parlament verabschiedet wurde. Als sich die MF 2008 an einer (kurzlebigen) Regierung mit Sozialdemokraten und Republikanern beteiligte, forderte sie von den Koalitionspartnern ultimativ, auf Eingetragene Partnerschaften und Adoptionsrechte für gleichgeschlechtliche Paare zu verzichten. Zu einem auch international beachteten Eklat kam es 2010. Mehrere Politiker blieben einem offiziellen Mittagessen mit der isländischen Premierministerin Jóhanna Sigurdardóttir fern, weil diese von ihrer Frau begleitet wurde. Der MF-Vorsitzende Jenis av Rana erklärte, "solche Formen homosexueller Aktivität" verstießen gegen die Bibel und seien nicht akzeptabel.

## Parteivorsitzende
- 1992–1994 Álvur Kirke
- 1994–1997 Jenis av Rana
- 1997–1999 Bill Justinussen
- 1999–2008 Álvur Kirke
- seit 2008 Jenis av Rana

## Abgeordnete
Seit 2011 wird die MF durch zwei Abgeordnete im Løgting vertreten: den ehemaligen Parteivorsitzenden Bill Justinussen (Glyvrar) und den derzeitigen Parteichef Jenis av Rana (Tórshavn).